# アントン・ウォークス
アントン・チャールズ・ウォークス（Anton Charles Walkes, 1997年2月8日 - 2023年1月19日）は、イングランド・ロンドン・ルイシャム区出身のサッカー選手。ポジションはDF(RB)、MF(DMF)。

## 経歴

### トッテナム時代
プレミアリーグのトッテナム・ホットスパーFCのユースチーム出身。トッテナムのトップチームデビューとなったのは2016-17シーズンの2016年9月21日に行われたフットボールリーグカップ3回戦のジリンガムFC戦。80分にベン・デイビスに代わって出場した。しかし、トッテナムのトップチームでの出場はこの1試合のみだった。

### アトランタ時代
2017年はMLSのアトランタ・ユナイテッドFCに1年間のレンタル移籍を経験。開幕戦のニューヨーク・レッドブルズ戦で82分にレアンドロ・ゴンサレス・ピレスに代わって出場したが、わずか1分後に決勝のオウンゴールを喫する幸先の悪いデビューとなった。前半戦はなかなか出場機会を得られなかったが、後半戦になるとスタメンの座を掴み、アトランタでは20試合に出場した。

### ポーツマス時代
2018年1月29日、フットボールリーグ1のポーツマスFCへ半年間のレンタル移籍で加入。ここで12試合に出場すると、2018年7月18日に完全移籍で加入に至った。

### アトランタ復帰
2020年1月9日、MLSのアトランタ・ユナイテッドFCに加入することが発表された。

### シャーロットFC
2021年12月14日、2021MLSエクスパンションドラフトでシャーロットFCに指名された。

## 死去
2023年1月19日、フロリダ州マイアミ近郊フォートローダーデールにて、シャーロットFCのトレーニングキャンプに参加していたウォークスは、ボートの衝突事故により死去した。25歳没。